# Bob Kahn
Robert Elliot "Bob" Kahn (sinh năm 1938) là kỹ sư người Mỹ. Năm 1972, trong một hội nghị quốc tế về truyền thông máy tính, Kahn đã trình diễn mạng ARPANET, liên kết 40 máy thông qua các bộ phận xử lý giao tiếp giữa câc trạm cuối. Tháng 9 năm 1973, ông cùng với Vinto Cerf đề xuất những ý tưởng cơ bản về Internet. Đó chính là những nét chính thức của giao thức TCP/IP.
Năm 2004, Kahn đã giành được Giải thưởng Turing với Vint Cerf cho công trình của họ trên TCP / IP.

## Thông tin cơ bản
Kahn sinh ra ở New York với cha mẹ là Beatrice Pauline (nhũ danh Tashker) và Lawrence Kahn trong một gia đình Do Thái. Through his father, he is related to futurist Herman Kahn. Sau khi nhận bằng BEE về kỹ thuật điện từ City College of New York vào năm 1960, Kahn tiếp tục đến Đại học Princeton, nơi ông có bằng MA năm 1962 và Ph.D. năm 1964, cả hai ngành kỹ thuật điện. Kahn đã hoàn thành luận án tiến sĩ với tiêu đề "Một số vấn đề trong việc lấy mẫu và điều chế tín hiệu."